# أريك أشيرمان
أريك أشرمان (بالإنجليزية: Arik Ascherman)‏، ولد في عام 1959 في الولايات المتحدة؛ وحاخام يهودي إصلاحي إسرائيلي، ومؤسس مشارك لمجموعة حقوق الإنسان بين الأديان «حقل اليهود والعرب في الدفاع عن حقوق الإنسان». شغل منصب المدير المشارك (1995-1998) والمدير التنفيذي (1998-2010) ومدير المشروعات الخاصة (2010-2012) والرئيس والحاخام الأول (2012-2017) للمنظمة الإسرائيلية «حاخامات من أجل حقوق الإنسان» لمدة 21 عامًا، ابتداءً من عام 1995. قاد الاحتجاجات المدافعة عن الفلسطينيين ضد عنف المستوطنين الإسرائيليين بصفته ناشطًا في مجال حقوق الإنسان، وعمل من أجل العدالة الاجتماعية والاقتصادية للإسرائيليين، ودافع عن المواطنين البدو في إسرائيل. يعرض نفسه لخطر جسدي بشكل متواصل، ومثل عدة مرات أمام المحكمة بسبب أعمال عصيان مدني. ظهر في الفيلم الوثائقي لعام 2010 إسرائيل ضد إسرائيل.

## سيرته
نشأ أشرمان في إيري في ولاية بنسلفانيا، وارتاد جامعة هارفارد. على الرغم من أنه خطط لارتياد المدرسة الحاخامية مباشرة بعد تخرجه، ولكنه لم يُقبل فيها، ما شجعه على التقدم مرة أخرى إليها بعد اكتسابه بعض الخبرة في الحياة الحقيقية. انضم إلى مشروع «متدربون من أجل السلام» (إنترنز فور بيس)، وهو مشروع تعايش أرسله للعمل في مدينة طمرة لعرب 48 ومدينة كريات آتا للإسرائيليين اليهود منذ عام 1981 وحتى عام 1983. بعد ذلك، عاد إلى الولايات المتحدة الأمريكية من أجل إكمال تدريبه الحاخامي؛ ثم هاجر إلى إسرائيل في عام 1994. يعزو اهتمامه بالنشاط لصالح حقوق الإنسان العالمية إلى المفهوم الحاخامي تيكون أولام (الذي يشار إليه بـ «إصلاح العالم»)، في إشارة إلى حقوق الإنسان العالمية والعدالة الاجتماعية.
يأخذ أشرمان صف المواطنين الفلسطينيين والمزارعين ضد الشرطة والمستوطنين الإسرائيليين بشكل فعال. في حادثة وقعت في عام 2002 على سبيل المثال، تدخل في استجواب امرأتين مسلمتين في خدمة السلام النسائية الدولية (إنترناشونال وومن بيس سيرفيس) في قرية حارس الفلسطينية، ورافقهما عندما نُقلتا إلى مركز شرطة إسرائيلي واتُهمتا بعرقلة أنشطة الشرطة والتحريض على أعمال الشغب بعد استجوابهما للجنود الإسرائيليين الذين أطلقوا ذخيرة حية على القرية. ترجم أشرمان الوثائق الخاصة بهما وأعادهما إلى القدس بعد إطلاق سراحهما بعد ثماني ساعات.
اشتهر أشرمان ومنظمة حاخامات من أجل حقوق الإنسان بإرسالهم متطوعين للعمل كدروع بشرية لحماية حصاد الزيتون الفلسطيني من التخريب والاعتداء من قبل المستوطنين الذين يعيشون في مناطق مجاورة لأراضي الزيتون؛ يتم الإبلاغ عن اشتباكات بين المستوطنين والمزارعين الفلسطينيين في كل عام. شمل الجهد التطوعي 40 قرية في عام 2008. بدأ هذا الجهد في عام 2002، عندما التمس أحد الناشطين السلميين الفلسطينيين مساعدة مجموعة حقوق الإنسان حماية جامعي الزيتون من هجمات المستوطنين الذين يعيشون بالقرب من قرية يسوف.
وفقًا لنيكولاس كريستوف، الذي كتب في صحيفة نيويورك تايمز: رشق شباب فلسطينيون سيارة أشيرمان بالحجارة وقبضت عليه قوات الأمن الإسرائيلية والمستوطنين وضربته. حوكم أشيرمان بتهمة العصيان المدني في الفترة الممتدة بين عامي 2004 و2005 بعد عرقلته لجرافة تهدم المنازل في القدس الشرقية. أدين في مارس من عام 2005، وحكم عليه بـ 120 ساعة من خدمة المجتمع. اعتُقل مرة أخرى في مارس من عام 2008 بعد أن شاهد هجومًا على الفلسطينيين في سلوان. عندما ذهب للإدلاء بشهادته، وجد نفسه متهمًا «بتحريض الفلسطينيين على معارضة الشرطة» بالقرب من الحفريات الأثرية المستمرة في مدينة داود.
فازت منظمة حاخامات من أجل حقوق الإنسان، وجمعية الحقوق المدنية في إسرائيل، وخمسة مجالس محلية فلسطينية، ممن طالبت قوات الأمن الإسرائيلية بالسماح بوصول المزارعين الفلسطينيين إلى جميع أراضيهم الزراعية وحمايتهم بقضية تاريخية في المحكمة العليا الإسرائيلية. نتيجة لذلك، يعمل العديد من المزارعين الفلسطينيين اليوم على أراضٍ منعهم المستوطنون و/ أو الجيش من العمل فيها لسنوات عديدة.

## روابط خارجية
- أريك أشيرمان على موقع IMDb (الإنجليزية)